# 横田甚太郎
横田 甚太郎（よこた じんたろう、1907年3月16日 - 2003年5月3日）は日本の社会運動家、労働運動家、政治家。衆議院議員（日本共産党公認、1期）を務めた。

## 来歴
大阪府三島郡吹田町（現・吹田市）出身。高等小学校を卒業後、三菱金属大阪製錬所、日本国有鉄道吹田工場を経て、1929年に日農吹田支部を結成。また、労働農民党大阪府連合会常任委員にも就くが、治安維持法違反により検挙、同年懲役2年、執行猶予5年の刑が下る。
出獄後は関西友禅労組結成に奔走したほか、プロレタリア医療制度確立に向け、日本無産者医療同盟を立ち上げる。その一環として、関西友禅労組の関係者らを糾合し三島無産者診療所を設立。なお、三島無産者診療所は政府の弾圧を受け1938年に閉鎖を余儀なくされる。閉鎖から42年が経った1980年11月、相川病院として再建され、横田は同病院の名誉理事長に就いた。
1937年吹田町議会議員に初当選を果たすも、1939年の共産主義者団の検挙に関連し、懲役5年に処せられた。戦後は日農と共産党の再建に関わり、1949年に行われた第24回衆議院議員総選挙で旧大阪府第3区より出馬し初当選。当選1回。
2003年5月3日、心筋梗塞のため大阪府吹田市の病院で死去。96歳。